# Filip Malbašić
Filip Malbašić (serbisch-kyrillisch Филип Малбашић; * 18. November 1992 in Belgrad) ist ein serbischer Fußballspieler.

## Verein
Er begann in der Jugendabteilung des OFK Belgrad mit dem Fußball spielen und wechselte 2008 zum FK Radnički Belgrad. In der Saison 2008/09 spielte er bereits dreimal in der serbischen 3. Liga. Er wechselte von Radnički Belgrad zum FK Rad Belgrad. Dort debütierte er 2010 in der SuperLiga. Zwei Jahre später wechselte er zur TSG 1899 Hoffenheim. Von dort wurde er ohne Einsatz zur Saison 2013/14 an den FK Partizan Belgrad ausgeliehen. Im August 2014 wurde Malbašić, gemeinsam mit Bruno Nazário, bis zum Ende der Saison 2014/15 in die polnische Ekstraklasa an Lechia Gdańsk ausgeliehen. Aufgrund eines Kreuzbandrisses konnte er nur drei Ligaspiele in Polen bestreiten.
Im Sommer 2015 kehrte Malbašić nach Hoffenheim zurück, stand dort aber nicht mehr im Profikader. Ende Januar 2016 wechselte er zurück in seine Heimat zum FK Vojvodina. In Serbien blieb er bis Sommer 2017, bevor er nach Spanien zu CD Teneriffa wechselte. Im Januar 2020 schloss er sich zunächst auf Leihbasis und im Anschluss fest dem FC Cádiz an. Dort spielte er bis zum Sommer 2021 und war dann ein halbes Jahr ohne Verein, ehe ihn im Januar 2022 Zweitligist Burgos CF unter Vertrag nahm.

## Nationalmannschaft
Von 2010 bis 2014 spielte Malbašić 18 Partien für diverse serbische Jugendnationalmannschaften und erzielte dabei zwei Treffer. Mit der U-19-Auswahl nahm er an der Europameisterschaft 2011 in Rumänien teil und erreichte dort das Halbfinale.